# Leiosauridae
Famille
Synonymes
- Leiosaurinae Frost, Etheridge, Janies & Titus, 2001
- Enyaliinae Frost, Etheridge, Janies & Titus, 2001

Les Leiosauridae sont une famille de sauriens. Elle a été créée par Darrel Richmond Frost, Richard Emmett Etheridge, Daniel Janies & Tom A. Titus en 2001.

## Répartition
Les espèces de cette famille se rencontrent en Amérique du Sud et en Amérique centrale.

## Liste des genres
Selon The Reptile Database (21 mars 2013) :
- genre Anisolepis Boulenger, 1885
- genre Diplolaemus Bell, 1843
- genre Enyalius Wagler, 1830
- genre Leiosaurus Duméril & Biron, 1837
- genre Pristidactylus Fitzinger, 1843
- genre Urostrophus Duméril & Bibron, 1837

## Taxinomie
Cette famille est parfois considérée comme la sous-famille des Leiosaurinae dans la famille des Tropiduridae.

## Publication originale
- Frost, Etheridge, Janies & Titus, 2001 : Total evidence, sequence alignment, evolution of polychrotid lizards, and a reclassification of the Iguania (Squamata: Iguania). American Museum Novitates, no 3343, p. 1–38 (texte intégral).